# Mordechaj Canin
Mordechaj Canin (jid. ‏מרדכי צאַנין‎ Mordche Canin, hebr. ‏מרדכי צאנין‎, pierwotnie Mordechaj Jeszaja (Jeszajahu) Cukierman; ur. 1 kwietnia 1906 w Sokołowie Podlaskim, zm. 4 lutego 2009 w Tel Awiwie) – polsko-żydowski dziennikarz, a następnie izraelski pisarz (tworzący w jidysz), leksykograf, publicysta.

## Życiorys
Był synem Dawida Cukiermana, który prowadził w Sokołowie Podlaskim biuro podań, oraz Towy Malki Cukierman. Miał sześcioro rodzeństwa: najstarszy brat Herman (Henryk) pod koniec lat 30. wyjechał z ojcem do Australii, a następnie do Nowej Zelandii; najstarsza siostra Felicja wyjechała z matką do Palestyny. Siostra Estera (Elza) była w późniejszym okresie żoną Stanisława Jerzego Leca. Miał ponadto m.in. siostry Rysię (Rywkę) i najmłodszą Batię.
W Sokołowie Podlaskim uczęszczał do chederu i jesziwy, gdy zaś w 1921 wraz z rodzicami przeniósł się do Warszawy, poszedł do polskiego gimnazjum.
Zadebiutował w Warszawie w 1929 roku opowiadaniami i felietonami drukowanymi w prasie jidyszowej. Wówczas to przybrał pseudonim Canin, który później stał się jego nazwiskiem. Do II wojny światowej pracował w Polsce jako dziennikarz prasy w języku jidysz (m.in. „Ojfgang” i „Naje Folkscajtung”), opublikował także dwie książki: zbiór opowiadań Wiwat lebn! (Wiwat życie!, 1933) oraz powieść Ojf zumpiker erd (Na podmokłej ziemi, 1935).
Uczestnik kampanii wrześniowej 1939, po której znalazł się na Litwie. Japoński konsul w Kownie Chiune Sugihara wystawił mu dokumenty, dzięki którym przez ZSRR, Japonię, Chiny, Indie i Egipt dotarł do Palestyny. Uzyskał brytyjskie obywatelstwo i podjął pracę dziennikarską i literacką.
W latach 1945–1947 kilka razy przyjeżdżał do Polski, by zobaczyć i opisać kraj po Zagładzie. Swoje relacje drukował w „Forwerts”, nowojorskiej gazecie w języku jidysz. Zbiór jego tekstów z tych podróży, wydany w Izraelu w 1952, ukazał się w polskim przekładzie w 2018 pod tytułem Przez ruiny i zgliszcza.
Był propagatorem i działaczem na rzecz kultury i języka jidysz w Izraelu, założycielem i redaktorem naczelnym czasopisma „Lecte Najes” (ukazującego się w latach 1949–2006; odszedł z redakcji w 1977). Był jednym z założycieli Bejt Lejwik – Związku Literatów i Dziennikarzy piszących w jidysz w Izraelu, któremu następnie przez kilka lat przewodniczył. Autor opowiadań, recenzji, biografii i ponad dwudziestu powieści.
Był autorem wielkiego słownika jidyszowo-hebrajskiego (1982) i hebrajsko-jidyszowego (1983).
Mieszkał w Tel Awiwie, gdzie zmarł 4 lutego 2009 roku w wieku 103 lat. Jego żoną była Dora Canin (1912–1996).

## Wybrana twórczość
- Wiwat lebn! (Wiwat życie!, 1933), zbiór opowiadań[1]
- Ojf zumpiker erd (Na podmokłej ziemi, 1935), powieść[1]
- Wuhin gejt Japan (Dokąd zmierza Japonia, 1942), zbiór reportaży[10]
- Iber sztejn un sztok. A rajze iber hunder chorew-geworene kehiles in Pojln (1952)[13], wydana po polsku jako Przez ruiny i zgliszcza. Podróż po stu zgładzonych gminach żydowskich w Polsce (Wydawnictwo Nisza, Warszawa 2018, ISBN 978-83-62795-81-9)
- Szabesdike szmuesn (Szabasowe pogawędki, 1957), felietony[10]
- Artopanus kumt curik ahejm (Artopanus wraca do domu), cykl sześciu powieści historycznych, obejmujący dzieje Żydów od podboju Judei przez Rzymian do współczesności[10]:
  - Jeruszolajim un Rojm (Jerozolima i Rzym, 1966)
  - Fremde himlen (Obce nieba, 1968)
  - Libszaft in gewiter (Miłość w czasie burzy, 1972)
  - Di meride fun Meżiboż (Bunt Meżiboża, 1976)
  - Der Jardn falt arajn in Jam Hamelech (Jordan wpada do Morza Martwego, 1981)
  - Der gzar-din (Wyrok, 1985)
- Grenecn biz cum himl (Granice do samego nieba, 1969/1970), autobiografia[10]
- Zumersznej (Letni śnieg, 1992), wybór esejów i opowiadań[11]